# Прупьяри
Прупьяри́ (фр. Proupiary, окс. Propiari) — коммуна во Франции, находится в регионе Юг — Пиренеи. Департамент — Верхняя Гаронна. Входит в состав кантона Сен-Мартори. Округ коммуны — Сен-Годенс.
Код INSEE коммуны — 31440.

## География
Коммуна расположена приблизительно в 650 км к югу от Парижа, в 70 км к юго-западу от Тулузы.

## Климат
Климат умеренно-океанический. Зима мягкая и снежная, весна характеризуется сильными дождями и грозами, лето сухое и жаркое, осень солнечная. Преобладают сильные юго-восточные и северо-западные ветры.

## Население
Население коммуны на 2010 год составляло 69 человек.
| 1962 | 1968 | 1975 | 1982 | 1990 | 1999 | 2010 |
| ---- | ---- | ---- | ---- | ---- | ---- | ---- |
| 47   | 51   | 50   | 71   | 53   | 55   | 69   |

## Экономика
В 2010 году среди 42 человек трудоспособного возраста (15—64 лет) 31 были экономически активными, 11 — неактивными (показатель активности — 73,8 %, в 1999 году было 79,5 %). Из 31 активных жителей работали 26 человек (11 мужчин и 15 женщин), безработных было 5 (3 мужчин и 2 женщины). Среди 11 неактивных 4 человека были учениками или студентами, 4 — пенсионерами, 3 были неактивными по другим причинам.

## Достопримечательности
- Бывшее аббатство Бонфон[фр.] (XII век). Исторический памятник с 1984 года[4]
- Цистерцианский овин (XII век). Исторический памятник с 1995 года[5]
- Церковь Св. Екатерины (XIV век)

## Фотогалерея

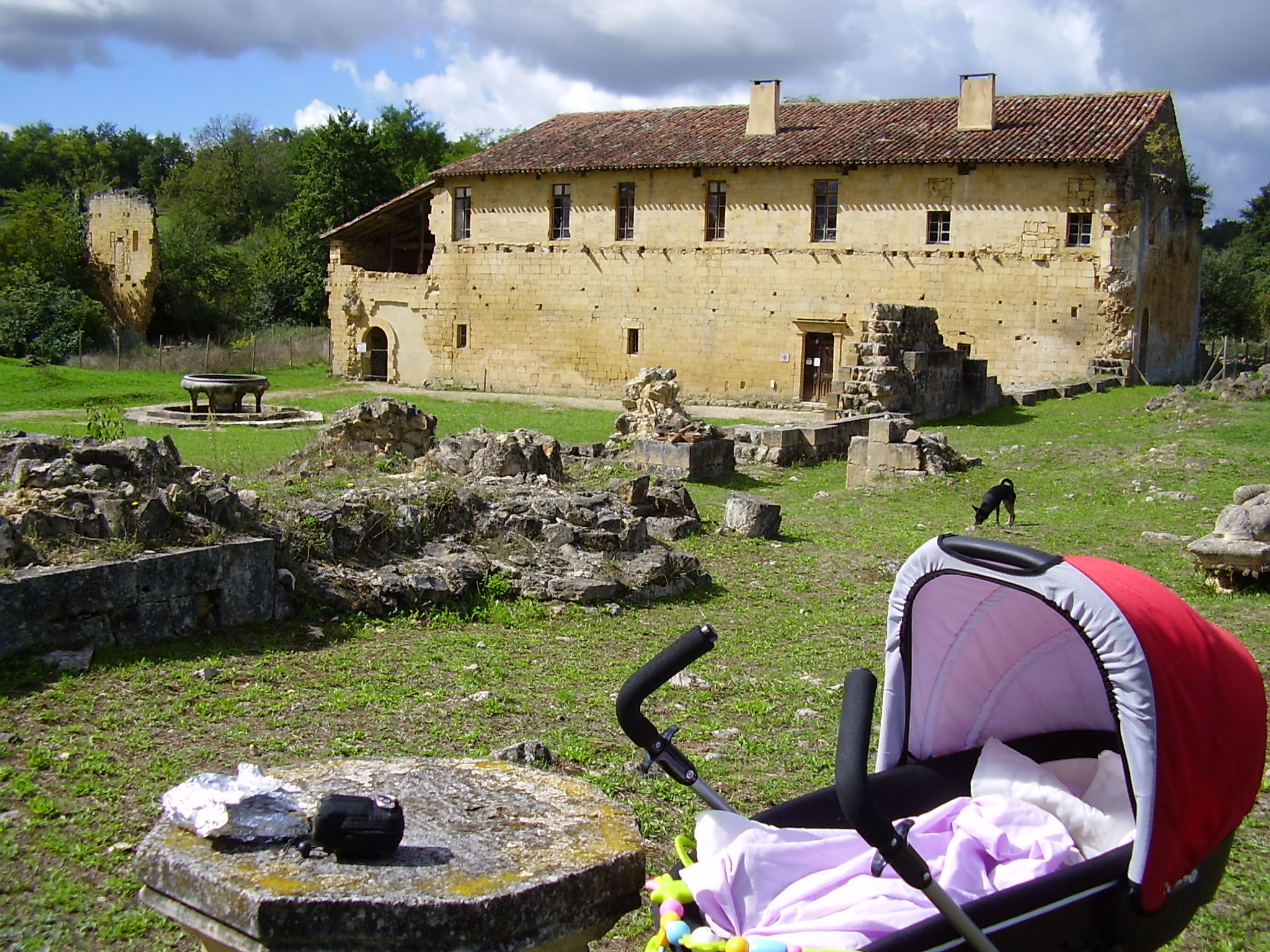
Аббатство Бонфон
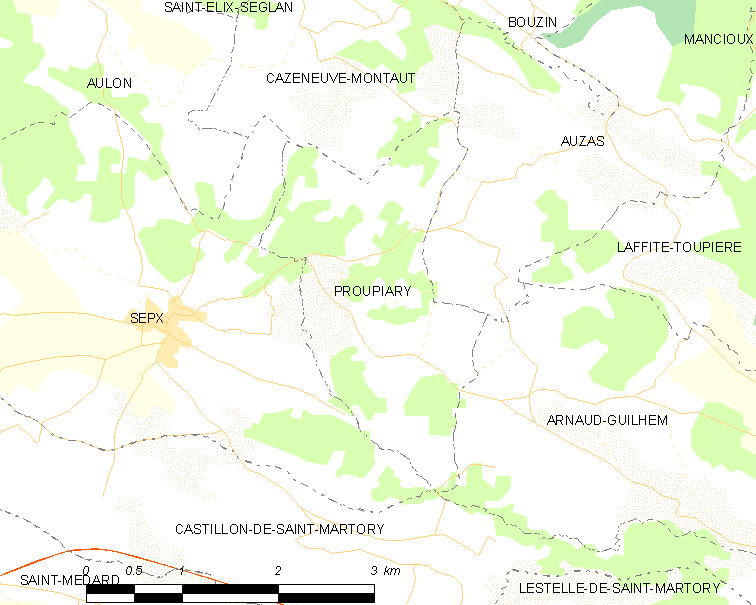
Карта коммуны